# MÁV XIIf
A StEG II 619-620 szertartályos gőzmozdonyok voltak az Osztrák–Magyar Államvasút-Társaságnál (röviden: ÁVT), (Staats-Eisenbahn-Gesellschaft, StEG).

## Története
A mozdonyokat az ÁVT mozdonygyára gyártotta 1871 és 1872 között.. A IVb osztályba sorolták őket és  a 619, 620 pályaszámokat kapták. Később (1876 és 1881 között ) átszámozták a mozdonyokat 606, 607 pályaszámúakra és az eredeti számaikat újra kiosztották (lásd a StEG II 619 "-620").
A szertartályos gép un. nyeregvíztartályos volt,  mert a mozdonyon alig volt hely a készletek számára.
A kis mozdonyokat 1891-ben - amikor az ÁVT magyar pályarészt államosították -  megkapta a MÁV, ahol azok a XIIf osztály 5611 és 5612 pályaszámokat kapták és már 1911 előtt selejtezték őket.

## Fordítás
Ez a szócikk részben vagy egészben  a   StEG II 619–620 című német Wikipédia-szócikk fordításán alapul.  Az eredeti cikk szerkesztőit annak laptörténete sorolja fel. Ez a jelzés csupán a megfogalmazás eredetét és a szerzői jogokat jelzi, nem szolgál a cikkben szereplő információk forrásmegjelöléseként.

## Külső hivatkozás
- Lokstatistik Pospichal